# André Basset
Pour les articles homonymes, voir Basset.
André Basset (1895-1956) est un spécialiste des langues berbères, considéré comme un fondateur de la linguistique berbère. 

## Biographie
D'abord professeur à Rabat, il est chargé de 1925 à 1928 d'un enseignement complémentaire de berbère à la faculté des lettres d'Alger, puis enseigne un peu plus de dix ans dans la chaire de langue et civilisation berbère, dès sa création en 1930, dans cette même faculté. Il enseigne enfin à la chaire de berbère de l'École nationale des langues orientales vivantes de 1941 à 1956.
Il parcourt les régions où la langue berbère est parlée, notamment en Algérie et au Maroc, privilégiant l'enquête linguistique comme moyen de connaissance, décrit les parlers, et réalise des atlas linguistiques notant les variantes de vocabulaire. Il publie en 1952 une synthèse de ses travaux, La langue berbère, aux presses universitaires d'Oxford, et peu de temps après sa mort, sont publiés deux volumes de textes qu'il avait recueillis dans les Aurès (chez les Aït Frah) et au Maroc. 
Il mène à son terme la publication des travaux de Charles de Foucauld sur la langue et la civilisation touarègues, que son père René Basset avait entreprise.
Après sa mort, sa bibliothèque et ses archives sont remises à la chaire d'études berbères de l'Institut national des langues et civilisations orientales avant d'être données à la Bibliothèque interuniversitaire des langues et civilisations en 1980 ; elles sont aujourd'hui conservées à la BULAC à Paris. Ce fonds rassemble plus de 1500 ouvrages relatifs aux berbères ; il comprend les manuscrits originaux des travaux linguistiques berbères de Charles de Foucauld et la correspondance de ce dernier avec René Basset.